# 喜湿龙胆
喜湿龙胆（学名：Gentiana helophila）为龙胆科龙胆属的植物，是中国的特有植物。分布于中国大陆的云南等地，生长于海拔3,100米的地区，见于草坝内，目前尚未由人工引种栽培。